# Karl Zeumer
Karl Zeumer (* 31. Juli 1849 in Hannover; † 18. April 1914 in Steglitz) war ein deutscher Historiker für Mittelalterliche Geschichte.

Der Sohn eines Kürschnermeisters studierte von 1870 klassische und deutsche Philologie an den Universitäten Göttingen und Leipzig. Ab 1873 beschäftigte er sich ausschließlich mit der klassischen Philologie und studierte dann Geschichte. Ab 1875 war Zeumer als Mitarbeiter der Monumenta Germaniae Historica (MGH) an der Edition der Formulae (1882/86) maßgeblich beteiligt. Im Jahr 1877 wurde er in Göttingen bei Julius Weizsäcker promoviert über die deutschen Städtesteuern des Hochmittelalters. Er war Herausgeber der Quellensammlung zur deutschen Verfassungsgeschichte, die bis heute für die mediävistische Rechtsgeschichte von Bedeutung ist. 1886 wurde Zeumer zum Ehrendoktor der juristischen Fakultät der Universität Heidelberg ernannt. Damit wurde Zeumers Edition für die Rechts- und Reichsgeschichte gewürdigt.
In Berlin hat er sich 1887 im Fach Rechtsgeschichte habilitiert. Im April 1889 wurde er zum außerordentlichen, 1910 zum Honorarprofessor in Berlin für deutsche Rechtsgeschichte ernannt. 1897 wurde Zeumer Mitglied der Zentraldirektion der MGH. 1905 begründete er die Reihe Quellen und Studien zur Verfassungsgeschichte des Deutschen Reiches in Mittelalter und Neuzeit. Im Winter 1904/05 erblindete Zeumer schließlich beinahe vollständig. 1906 wurde er zum korrespondierenden Mitglied der Göttinger Akademie der Wissenschaften, der Madrider Königlichen Akademie der Geschichte und der Bayerischen Akademie der Wissenschaften gewählt.
Seine letzte Arbeit über das Widerstandsrecht im Sachsenspiegel wurde von Fritz Kern herausgegeben. Er war verheiratet mit Melanie Eyssenhardt, der Tochter eines Berliner Geistlichen. Aus der Ehe gingen drei Kinder hervor, wovon nur das Mädchen Friedegart das Erwachsenenalter erreichte. Zwei Lungenentzündungen 1910 und 1911 schwächten seinen Gesundheitszustand. Noch unmittelbar vor seinem Tod und nach fast zehn Jahren fast vollständiger Erblindung hatte er seine Privatbibliothek katalogisiert und verfügt, dass sie an die in der Gründungsphase befindliche Universität Frankfurt am Main überging. Zeumer starb an einem Herzleiden in seinem Domizil am Steglitzer Fichtenberg und wurde auf dem Parkfriedhof Lichterfelde beigesetzt.

## Schriften (Auswahl)

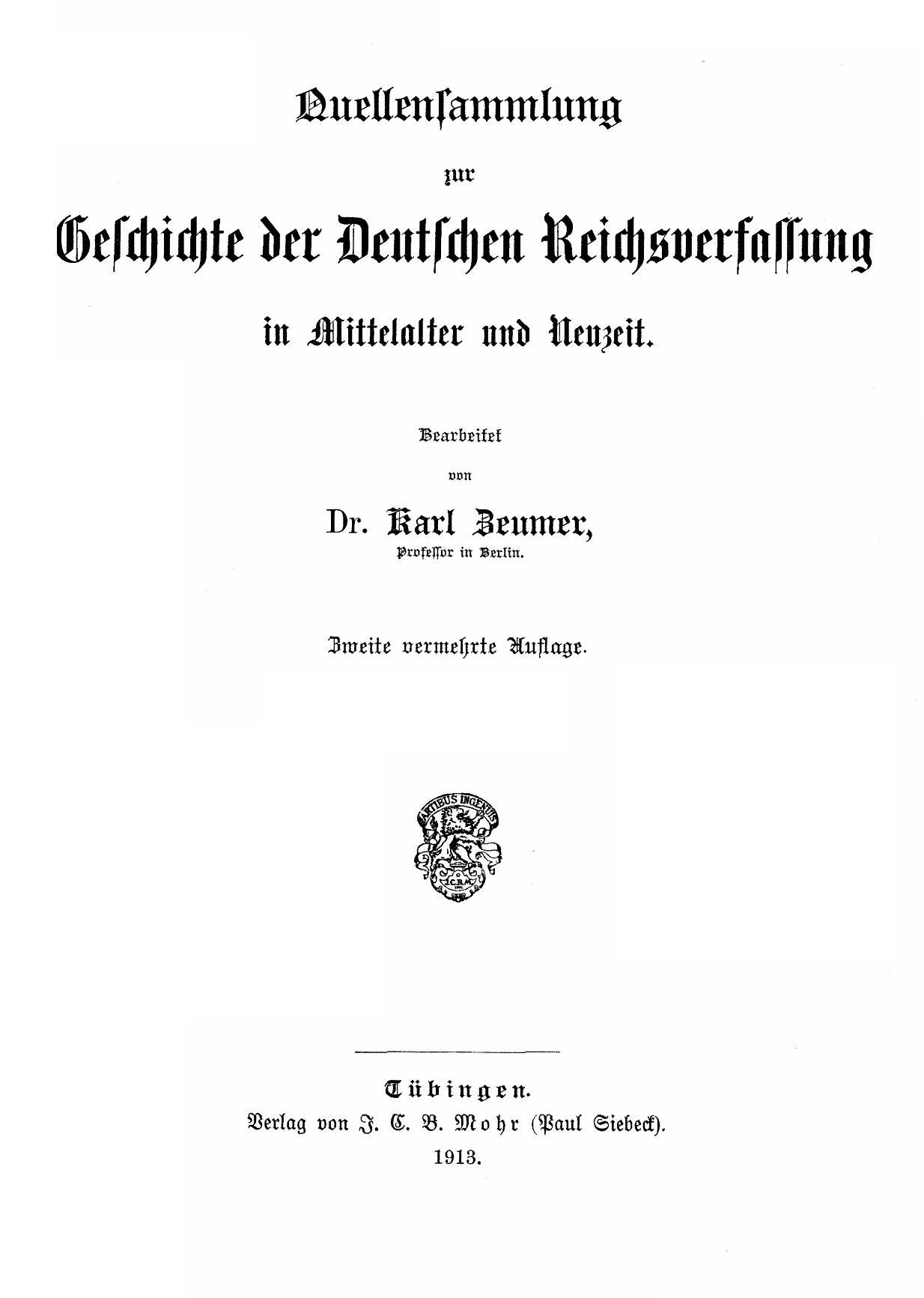
Karl Zeumer: Geschichte der deutschen Reichsverfassung. 2. Auflage, Tübingen 1913

- Heiliges römisches Reich deutscher Nation. Eine Studie über den Reichstitel. Böhlau, Weimar 1910 (Wikisource).
- Die goldene Bulle Kaiser Karls IV. Böhlau, Weimar 1908.
- Quellensammlung zur Geschichte der deutschen Reichsverfassung in Mittelalter und Neuzeit. Mohr, Leipzig 1907; 2. vermehrte Auflage, Tübingen 1913.
  - Quellen zur deutschen Verfassungsgeschichte von Otto II. bis zu Ludwig dem Bayern. Auswahl aus Karl Zeumer: Quellensammlung zur Geschichte der deutschen Reichsverfassung (= Studientexte der Johannes-Gutenberg-Universität in Mainz. H. 1). 2. Auflage 1913, zusammengestellt von Adalbert Erler, Mainz 1947.